# Parámetro de Rossby
El parámetro de Rossby (o simplemente beta {\displaystyle \beta }) es un número utilizado en geofísica y meteorología que surge debido a la variación meridional de la fuerza de Coriolis causada por la forma esférica de la Tierra. Es importante en la generación de  ondas de Rossby. El parámetro de Rossby {\displaystyle \beta } viene dado por
{\displaystyle \beta ={\frac {\partial f}{\partial y}}={\frac {1}{a}}{\frac {d}{d\phi }}(2\omega \sin \phi )={\frac {2\omega \cos \phi }{a}}}
donde {\displaystyle f} es la frecuencia de Coriolis, {\displaystyle \phi } es la latitud, {\displaystyle \omega } es la velocidad angular de rotación de la Tierra, y {\displaystyle a} es el radio medio de la Tierra. Aunque ambos implican efectos de Coriolis, el parámetro de Rossby describe la variación de los efectos con la latitud (de ahí la derivada latitudinal), y no debe confundirse con el número de Rossby.